# Oliverotto da Fermo
(Niccolò Machiavelli, Il Principe, Cap. VIII)
Oliverotto Euffreducci, meglio noto come Oliverotto da Fermo (Fermo, 1475 – Senigallia, 1º gennaio 1503), è stato un condottiero e nobile italiano, figlio di Giovanni Euffreducci e di Giovanna Fogliani, sorella di Giovanni signore di Fermo, il quale, alla morte del cognato, si prese cura di allevare il nipote avviandolo alla scuola militare di Paolo Vitelli. Fu signore di Fermo (8/9 gennaio 1502-31 dicembre 1502).

## Biografia

### La carriera militare
Morto il suo maestro, Oliverotto militò sotto le insegne di Vitellozzo Vitelli, fratello di Paolo, e grazie al coraggio e all'astuzia dimostrati, giunse ben presto a ricoprire il ruolo di capitano della milizia.
Forte della nuova posizione conseguita e appoggiato dallo stesso Vitellozzo e da alcuni fermani, Oliverotto pianificò la conquista di Fermo, impresa che sarebbe andata a confliggere drammaticamente con gli incarichi che lo zio andava acquisendo in seno al governo cittadino. Già ambasciatore a Napoli presso il re Ferdinando I, nel 1499 Giovanni Fogliani aveva sposato Montanina degli Ottoni, signora di Matelica, ed aveva assunto un ruolo di rilievo nel governo di Fermo. Le intemperanze di Oliverotto erano già state oggetto di biasimo da parte dello zio, in particolare in occasione del saccheggio di Casavecchia, castello di Camerino: l'operazione era stata autorizzata da Cesare Borgia, ma Fogliani impose ugualmente al nipote la restituzione del bottino.
A complicare la posizione di Oliverotto rispetto allo zio, contribuiva anche il fatto che Giovanni si era imparentato con la famiglia dei Della Rovere, acerrima nemica dei Borgia: sua figlia Nicolosa, infatti, era andata in sposa a Raffaele Della Rovere, figlio di Luchina Della Rovere sorella del cardinale Giuliano, il futuro papa Giulio II.

### La conquista di Fermo
Le parentele scomode non appannarono le mire di potere di Oliverotto, il quale tentò la presa di Fermo attraverso l'inganno. Scrisse una lettera allo zio, nella quale esprimeva il suo desiderio di tornare a casa, data la lunga lontananza, per mostrare ai fermani la gloria di cui si era ricoperto nel corso delle sue avventure. Chiese dunque di poter entrare nella città con un corteo di cento cavalleggeri, cosa che, affermava, avrebbe recato vanto anche a Giovanni.
Fogliani acconsentì, gli aprì le porte cittadine e accettò l'ospitalità nella dimora del nipote (palazzo Euffreducci) che, per ringraziarlo, dava in suo onore un banchetto. Durante il convito, a cui sedevano le personalità più in vista di Fermo, Oliverotto prese a lodare i meriti e le qualità di papa Alessandro VI e di suo figlio Cesare, suscitando l'irritazione dei presenti. Sostenendo che discorsi così delicati andavano fatti in luoghi appartati, si ritirò nella sua camera seguito dai commensali. Imprigionati nella stanza, tutti i notabili fermani furono trucidati dai soldati di Oliverotto, compresi lo zio che lo aveva allevato, suo figlio Gennario e il genero Raffaello Della Rovere.
Assediato il palazzo del governo, Oliverotto ottenne la nomina a signore di Fermo il 9 gennaio 1502.

### La congiura di Magione e la "trappola" di Senigallia

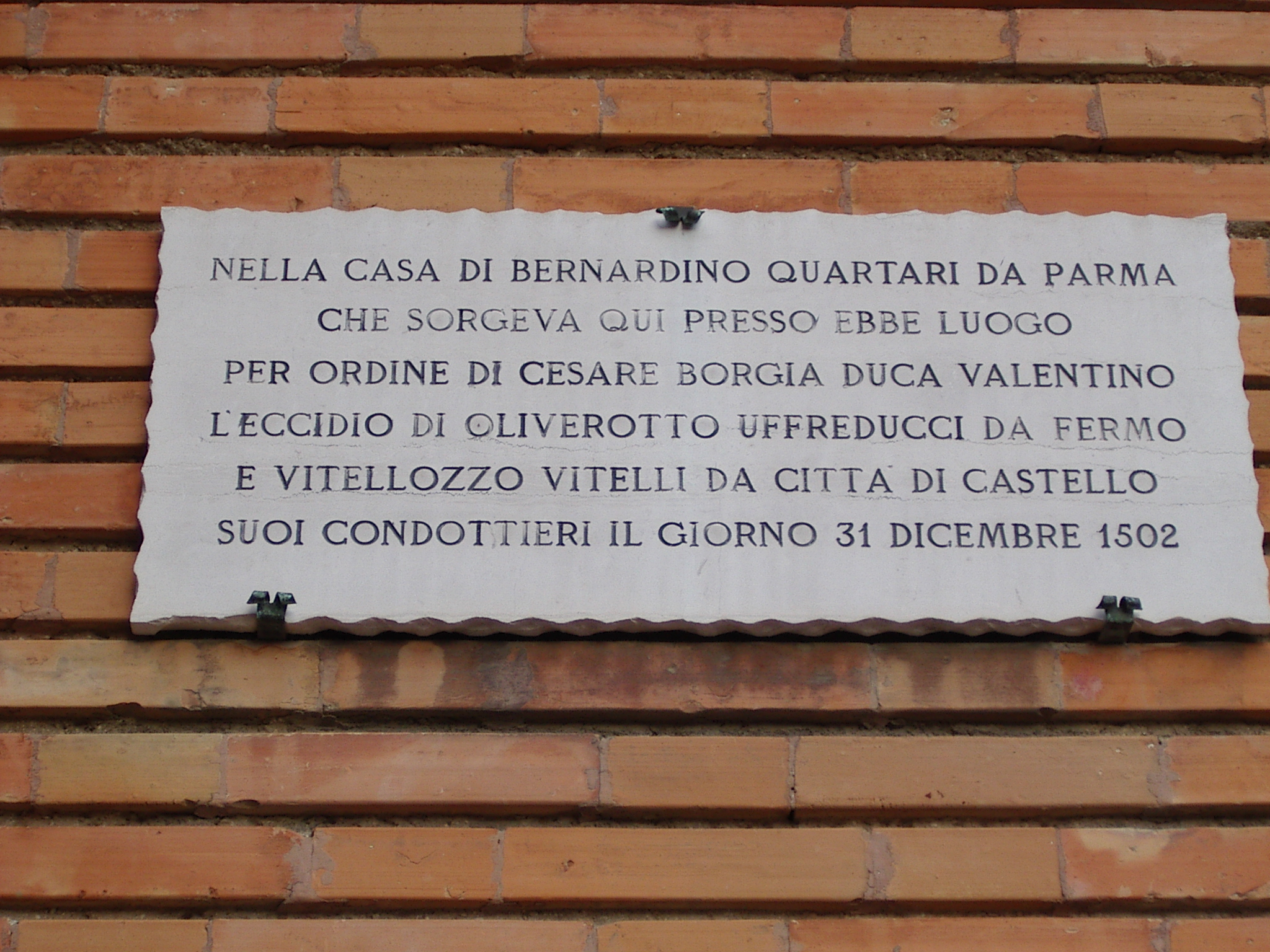
Placca commemorativa sia di Oliverotto che Vitellozzo Vitelli nella città di Senigallia

Nell'ottobre del 1502, Oliverotto s'incontrò con altri signori della zona nel castello di Magione, vicino a Perugia, e ordì con loro una congiura ai danni di Cesare Borgia, al cui servizio avevano tutti militato per anni. Da questa riunione scaturì la rivolta di Camerino e altri disagi per il Valentino che come reazione prese tempo per aspettare il supporto dell'esercito ausiliario francese e una volta fatto ciò rassicurò il signor Pagolo (Paolo Orsini, uno dei congiurati) con doni e parole gentili fingendo di perdonarlo. Lo stesso Pagolo si fece garante per Borgia e convinse tutti gli altri, incluso Oliverotto, di convenire a Senigallia il 31 dicembre per riconciliarsi con esso. Nel frattempo erano arrivati i francesi e Cesare colse l'occasione della falsa riconciliazione per fare imprigionare i cospiratori. I primi ad esser ammazzati furono proprio Oliverotto e Vitellozzo Vitelli (il suo maestro) che furono strangolati per mezzo di una garrota dal sicario Michelotto Corella. Pochi giorni dopo furono uccisi anche gli altri congiurati. Il corpo di Oliverotto (aveva 27 anni) fu mostrato per tre giorni nella piazza principale di Senigallia, poi seppellito nella chiesa dell'ospedale di S. Maria della Misericordia, un edificio medievale che si trovava nella zona dell'attuale Piazza Simoncelli ed oggi non più esistente.

## Letteratura
Olliverotto viene preso ad esempio ne "Il Principe" da Niccolò Machiavelli nel capitolo VIII che ha per argomento la conquista del principato per mezzo del delitto. I metodi di pervenire al principato per mezzo del delitto, specifica Machiavelli, possono conferire potere ma non la gloria.